# Колле-Саннита
Колле-Саннита (итал. Colle Sannita) — коммуна в Италии, располагается в регионе Кампания, подчиняется административному центру Беневенто.
Население составляет 3044 человека, плотность населения составляет 85 чел./км². Занимает площадь 36 км². Почтовый индекс — 82024. Телефонный код — 0824.
Покровителем коммуны почитается святой Георгий, празднование 23 апреля.